# Майкъл Хол
Майкъл Карлайл Хол (на английски: Michael Carlyle Hall) (роден на 1 февруари 1971 г.) е американски актьор. Най-известен е с ролите си на Дейвид Фишър в „Два метра под земята ООД“ и Декстър Морган в „Декстър“. През 2009 г. той печели награда Златен глобус и Награда на екранните актьори за ролята си в „Декстър“. През 2018 г. участва в комедийния филм „Нощни игри“ в ролята на Българина.